# Eddie Stobart Logistics

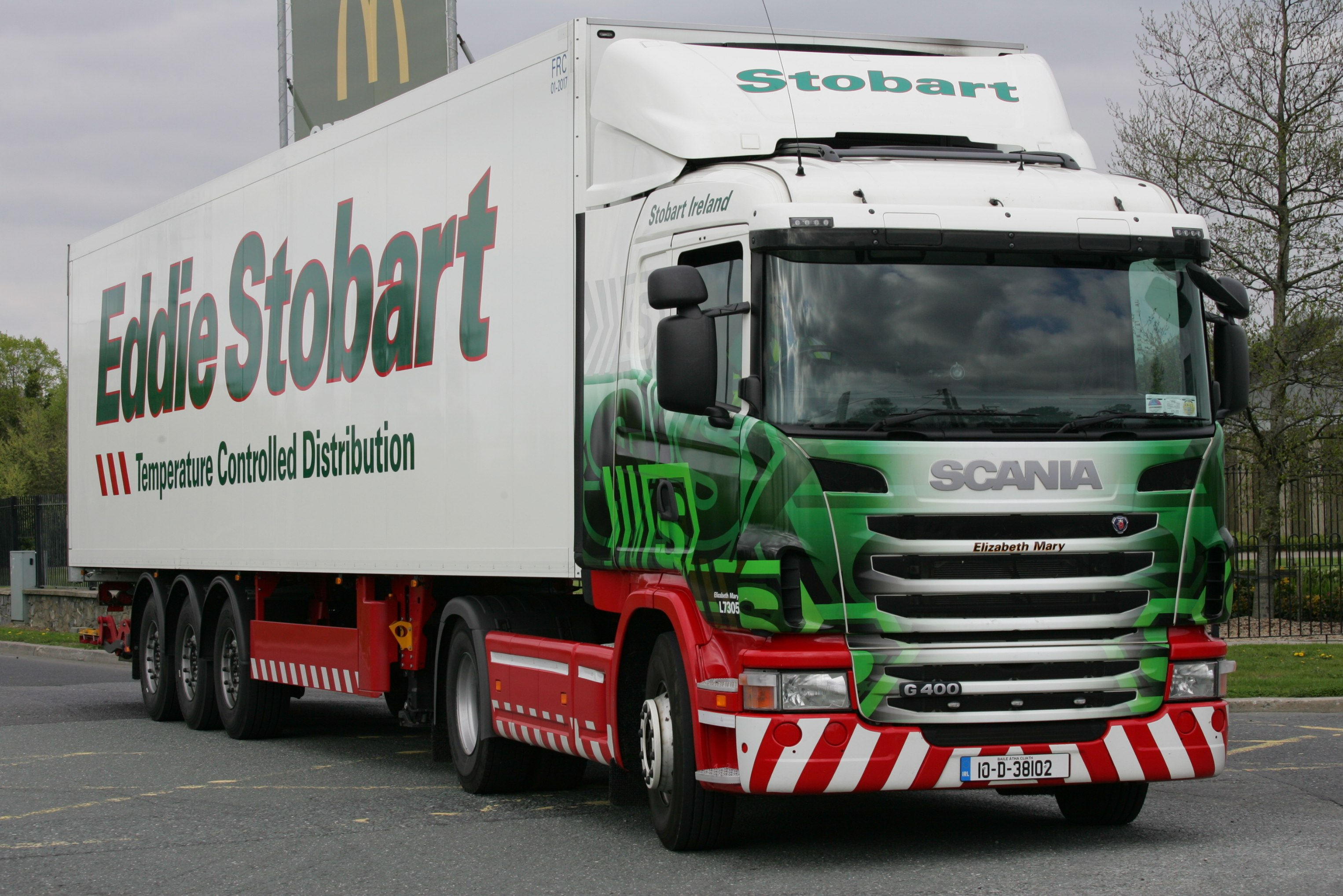
Un camion della Stobart

Eddie Stobart Logistics è una società inglese di logistica multimodale, con interessi nei trasporti e nella distribuzione, fondata da Eddie Stobart.

## Storia
L'attività è stata avviata da Eddie Stobart nel 1950 come azienda agricola a Carlisle. Suo figlio, Edward Stobart Jr., nato nel Cumberland in Inghilterra il 21 novembre 1954 a casa dei suoi genitori, appena fuori Hesket Newmarket vicino a Carlisle. Era uno dei quattro figli, con una sorella maggiore Anna, un fratello maggiore Giovanni, più giovane fratello William. È stato sempre chiamato Edward per evitare confusione con il suo padre Eddie. Era molto interessato in camion, e quando lascia la scuola, inizia a lavorare per le imprese di suo padre, allo scopo di fornire materiale agricolo nella regione. Nel 1970, la compagnia era composta da tre parti principali: fertilizzanti, alaggio e spaccio aziendale.

## Sponsorizzazioni

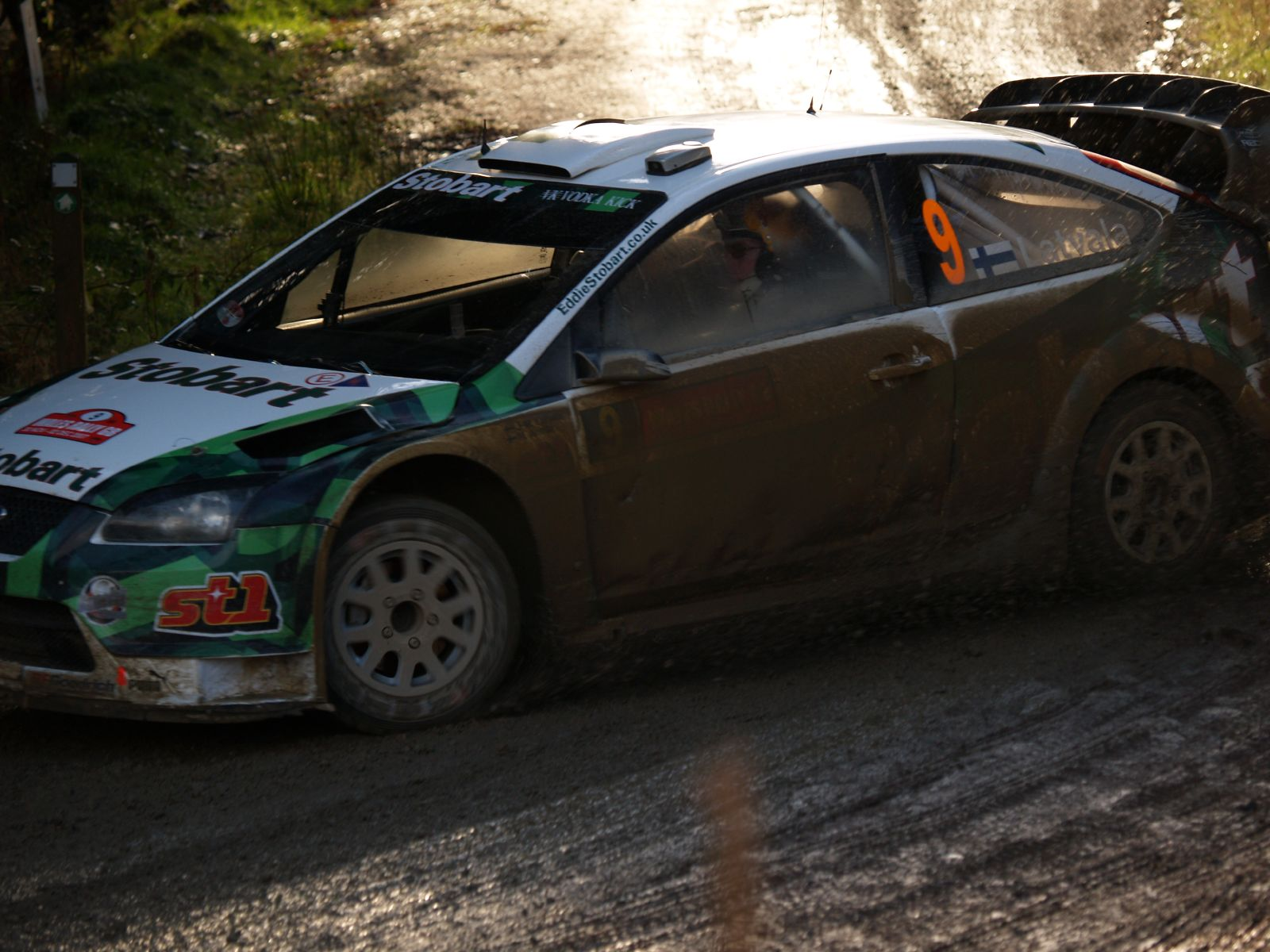
Il pilota finlandese Jari-Matti Latvala su Ford Focus RS WRC al Rally di Gran Bretagna del 2007

La Stobart è impegnata dal 2006 nel campionato del mondo rally come sponsor del team britannico M-Sport, che a sua volta è la seconda squadra ufficiale della casa statunitense Ford.
In passato, tuttavia, l'impegno di Stobart nel mondiale WRC, è stato associato anche ad altri team, quali ad esempio il Subaru World Rally Team, ma nelle serie minori del WRC.